# دایره تیره دور چشم
دایره‌های تیره دور چشم یا دایره‌های تیره زیر چشم (به انگلیسی: Periorbital dark circles)، لکه‌های تیره دور چشم هستند. دلایل زیادی برای این نشانه وجود دارد، از جمله وراثت و خون‌مردگی.
ساختار استخوانی و برجستگی ماهیچهٔ حلقوی چشم می‌تواند به ایجاد حلقه‌های تیره زیر چشمی کمک کند. پوست پلک پایین بسیار نازک است که ویژگی‌های زیر پوستی را برجسته می‌کند.
دایره‌های تیره دور چشم ناشی از آلرژی در اثر احتقان رگ‌های سطحی در مویرگ‌های زیر چشم ایجاد می‌شود.
در دوران بارداری و قاعدگی (به دلیل کمبود آهن) پوست رنگ‌پریده‌تر می‌شود و سیاهرگ‌های زیر چشم بیشتر نمایان می‌شود.
کمبود خواب و خستگی ذهنی می‌تواند سبب رنگ‌پریدگی پوست شود و به خون زیر پوست بیشتر نمایان شود و آبی یا تیره‌تر به نظر برسد.
دایره‌های تیره دور چشم را نباید با پدیده طبیعی سیاهی دور چشم اشتباه گرفت که یک نام رسمی برای ملانین بیش از حد معمول در پیرامون چشم تولید می‌شود و رنگ تیره‌تری به چشم می‌دهد.